# Soupisky hokejových reprezentací na Světovém poháru 2004
Světového poháru v ledním hokeji 2004 se celkem zúčastnilo osm národních celků.

## Soupiska kanadského týmu
- Trenér: Pat Quinn

| Pozice  | Čis. | Hráč               | Hrál v (2003-2004)  |
| ------- | ---- | ------------------ | ------------------- |
| Brankář | 30   | Martin Brodeur     | New Jersey Devils   |
| Brankář | 1    | Roberto Luongo     | Florida Panthers    |
| Brankář | 60   | José Théodore      | Montreal Canadiens  |
| Obránce | 3    | Jay Bouwmeester    | Florida Panthers    |
| Obránce | 2    | Eric Brewer        | Edmonton Oilers     |
| Obránce | 52   | Adam Foote         | Colorado Avalanche  |
| Obránce | 23   | Scott Hannan       | San Jose Sharks     |
| Obránce | 55   | Ed Jovanovski      | Vancouver Canucks   |
| Obránce | 27   | Scott Niedermayer  | New Jersey Devils   |
| Obránce | 6    | Wade Redden        | Ottawa Senators     |
| Obránce | 28   | Robyn Regehr       | Calgary Flames      |
| Útočník | 9    | Shane Doan         | Phoenix Coyotes     |
| Útočník | 33   | Kris Draper        | Detroit Red Wings   |
| Útočník | 21   | Simon Gagne        | Philadelphia Flyers |
| Útočník | 15   | Dany Heatley       | Atlanta Thrashers   |
| Útočník | 12   | Jarome Iginla      | Calgary Flames      |
| Útočník | 4    | Vincent Lecavalier | Tampa Bay Lightning |
| Útočník | 66   | Mario Lemieux      | Pittsburgh Penguins |
| Útočník | 18   | Kirk Maltby        | Detroit Red Wings   |
| Útočník | 22   | Patrick Marleau    | San Jose Sharks     |
| Útočník | 10   | Brendan Morrow     | Dallas Stars        |
| Útočník | 39   | Brad Richards      | Tampa Bay Lightning |
| Útočník | 91   | Joe Sakic          | Colorado Avalanche  |
| Útočník | 94   | Ryan Smyth         | Edmonton Oilers     |
| Útočník | 26   | Martin St. Louis   | Tampa Bay Lightning |
| Útočník | 97   | Joe Thornton       | Boston Bruins       |

## Soupiska slovenského týmu
- Trenér: Ján Filc, Ľubomír Pokovič, František Hossa, Vladimír Šťastný

| Pozice  | Čis. | Hráč                  | Hrál v (2003-2004)   |
| ------- | ---- | --------------------- | -------------------- |
| Brankář | 37   | Peter Budaj           | Colorado Avalanche   |
| Brankář | 25   | Ján Lašák             | HC Moeller Pardubice |
| Brankář | 31   | Rastislav Staňa       | Washington Capitals  |
| Obránce | 3    | Zdeno Chára           | Ottawa Senators      |
| Obránce | 74   | Richard Lintner       | HKm Zvolen           |
| Obránce | 2    | Branislav Mezei       | Florida Panthers     |
| Obránce | 43   | Jaroslav Obšut        | Vancouver Canucks    |
| Obránce | 7    | Martin Štrbák         | Pittsburgh Penguins  |
| Obránce | 6    | Radoslav Suchý        | Phoenix Coyotes      |
| Obránce | 17   | Ľubomír Višňovský     | Los Angeles Kings    |
| Útočník | 23   | Ľuboš Bartečko        | HC Sparta Praha      |
| Útočník | 8    | Martin Cibák          | Tampa Bay Lightning  |
| Útočník | 38   | Pavol Demitra         | St. Louis Blues      |
| Útočník | 10   | Marián Gáborík        | Minnesota Wild       |
| Útočník | 30   | Miroslav Hlinka       | HC Zlin              |
| Útočník | 81   | Marián Hossa          | Ottawa Senators      |
| Útočník | 27   | Ladislav Nagy         | Phoenix Coyotes      |
| Útočník | 16   | Vladimír Országh      | Nashville Predators  |
| Útočník | 82   | Rastislav Pavlikovský | Leksands IF          |
| Útočník | 26   | Ronald Petrovický     | Atlanta Thrashers    |
| Útočník | 19   | Branko Radivojevič    | Philadelphia Flyers  |
| Útočník | 18   | Miroslav Šatan        | Buffalo Sabres       |
| Útočník | 21   | Radovan Somík         | Philadelphia Flyers  |
| Útočník | 15   | Jozef Stümpel         | Los Angeles Kings    |
| Útočník | 20   | Richard Zedník        | Montreal Canadiens   |

## Soupiska ruského týmu
- Trenér: Zinetula Biljaletdinov

| Pozice  | Čis. | Hráč                | Hrál v (2003-2004)      |
| ------- | ---- | ------------------- | ----------------------- |
| Brankář | 30   | Ilja Bryzgalov      | Cincinnati Mighty Ducks |
| Brankář | 35   | Alexander Fomičev   | HK Sibir Novosibirsk    |
| Brankář | 39   | Maxim Sokolov       | Avangard Omsk           |
| Obránce | 55   | Sergej Gončar       | Boston Bruins           |
| Obránce | 45   | Dmitrij Kalinin     | Buffalo Sabres          |
| Obránce | 11   | Darjus Kasparajtis  | New York Rangers        |
| Obránce | 29   | Alexander Chavanov  | St. Louis Blues         |
| Obránce | 32   | Andrei Markov       | Montreal Canadiens      |
| Obránce | 10   | Oleg Tverdovskij    | Avangard Omsk           |
| Obránce | 5    | Vitalij Višněvskij  | Mighty Ducks of Anaheim |
| Obránce | 6    | Anton Volčenkov     | Ottawa Senators         |
| Útočník | 22   | Dmitrij Afanasenkov | Tampa Bay Lightning     |
| Útočník | 61   | Maxim Afinogenov    | Buffalo Sabres          |
| Útočník | 31   | Arťom Čubarov       | Vancouver Canucks       |
| Útočník | 13   | Pavel Dacjuk        | Detroit Red Wings       |
| Útočník | 24   | Alexandr Frolov     | Los Angeles Kings       |
| Útočník | 71   | Ilja Kovalčuk       | Atlanta Thrashers       |
| Útočník | 51   | Andrej Kovalenko    | Lokomotiv Jaroslavl     |
| Útočník | 27   | Alexej Kovaljov     | Montreal Canadiens      |
| Útočník | 25   | Viktor Kozlov       | New Jersey Devils       |
| Útočník | 12   | Oleg Kvaša          | New York Islanders      |
| Útočník | 8    | Alexandr Ovečkin    | Dynamo Moskva           |
| Útočník | 15   | Oleg Petrov         | HC Servette Ženeva      |
| Útočník | 14   | Sergej Samsonov     | Boston Bruins           |
| Útočník | 79   | Alexej Jašin        | New York Islanders      |
| Útočník | 9    | Dainius Zubrus      | Washington Capitals     |

## Soupiska amerického týmu
- Trenér: Ron Wilson

| Pozice  | Čis. | Hráč                | Hrál v (2003-2004)  |
| ------- | ---- | ------------------- | ------------------- |
| Brankář | 30   | Ty Conklin          | Edmonton Oilers     |
| Brankář | 29   | Rick DiPietro       | New York Islanders  |
| Brankář | 42   | Robert Esche        | Philadelphia Flyers |
| Obránce | 24   | Chris Chelios       | Detroit Red Wings   |
| Obránce | 20   | Ken Klee            | Toronto Maple Leafs |
| Obránce | 2    | Brian Leetch        | Toronto Maple Leafs |
| Obránce | 26   | John-Michael Liles  | Colorado Avalanche  |
| Obránce | 10   | Paul Martin         | New Jersey Devils   |
| Obránce | 3    | Aaron Miller        | Los Angeles Kings   |
| Obránce | 28   | Brian Rafalski      | New Jersey Devils   |
| Obránce | 6    | Eric Weinrich       | St. Louis Blues     |
| Útočník | 11   | Tony Amonte         | Philadelphia Flyers |
| Útočník | 55   | Jason Blake         | New York Islanders  |
| Útočník | 33   | Craig Conroy        | Calgary Flames      |
| Útočník | 37   | Chris Drury         | Buffalo Sabres      |
| Útočník | 19   | Scott Gomez         | New Jersey Devils   |
| Útočník | 13   | Bill Guerin         | Dallas Stars        |
| Útočník | 27   | Jeff Halpern        | Washington Capitals |
| Útočník | 16   | Brett Hull          | Detroit Red Wings   |
| Útočník | 22   | Steve Konowalchuk   | Colorado Avalanche  |
| Útočník | 15   | Jamie Langenbrunner | New Jersey Devils   |
| Útočník | 9    | Mike Modano         | Dallas Stars        |
| Útočník | 12   | Brian Rolston       | Boston Bruins       |
| Útočník | 21   | Bryan Smolinski     | Ottawa Senators     |
| Útočník | 7    | Keith Tkachuk       | St. Louis Blues     |
| Útočník | 39   | Doug Weight         | St. Louis Blues     |

## Soupiska švedského týmu
- Trenér: Hardy Nilsson

| Pozice  | Čis. | Hráč               | Hrál v (2003-2004)      |
| ------- | ---- | ------------------ | ----------------------- |
| Brankář | 30   | Henrik Lundqvist   | Frölunda HC             |
| Brankář | 35   | Tommy Salo         | MODO Hockey             |
| Brankář | 32   | Mikael Tellqvist   | Toronto Maple Leafs     |
| Obránce | 8    | Christian Bäckman  | St. Louis Blues         |
| Obránce | 3    | Kim Johnsson       | Philadelphia Flyers     |
| Obránce | 5    | Nicklas Lidström   | Detroit Red Wings       |
| Obránce | 14   | Mattias Norström   | Los Angeles Kings       |
| Obránce | 2    | Mattias Öhlund     | Vancouver Canucks       |
| Obránce | 17   | Marcus Ragnarsson  | Philadelphia Flyers     |
| Obránce | 36   | Daniel Tjärnqvist  | Atlanta Thrashers       |
| Obránce | 28   | Dick Tärnström     | Pittsburgh Penguins     |
| Útočník | 11   | Daniel Alfredsson  | Ottawa Senators         |
| Útočník | 22   | Per-Johan Axelsson | Boston Bruins           |
| Útočník | 29   | Nils Ekman         | San Jose Sharks         |
| Útočník | 21   | Peter Forsberg     | Colorado Avalanche      |
| Útočník | 96   | Tomas Holmström    | Detroit Red Wings       |
| Útočník | 10   | Andreas Johansson  | Nashville Predators     |
| Útočník | 72   | Jörgen Jönsson     | Färjestad BK            |
| Útočník | 33   | Fredrik Modin      | Tampa Bay Lightning     |
| Útočník | 18   | Marcus Nilson      | Calgary Flames          |
| Útočník | 19   | Markus Näslund     | Vancouver Canucks       |
| Útočník | 26   | Samuel Påhlsson    | Mighty Ducks of Anaheim |
| Útočník | 12   | Daniel Sedin       | Vancouver Canucks       |
| Útočník | 20   | Henrik Sedin       | Vancouver Canucks       |
| Útočník | 31   | Mats Sundin        | Toronto Maple Leafs     |
| Útočník | 40   | Henrik Zetterberg  | Detroit Red Wings       |

## Soupiska českého týmu
- Trenér: Vladimír Růžička

| Pozice  | Čis. | Hráč            | Hrál v (2003-2004)      |
| ------- | ---- | --------------- | ----------------------- |
| Brankář | 72   | Petr Bříza      | HC Sparta Praha         |
| Brankář | 32   | Roman Čechmánek | Los Angeles Kings       |
| Brankář | 29   | Tomáš Vokoun    | Nashville Predators     |
| Obránce | 2    | Jiří Fischer    | Detroit Red Wings       |
| Obránce | 4    | Roman Hamrlík   | New York Islanders      |
| Obránce | 15   | Tomáš Kaberle   | Toronto Maple Leafs     |
| Obránce | 8    | Marek Malík     | Vancouver Canucks       |
| Obránce | 41   | Martin Škoula   | Mighty Ducks of Anaheim |
| Obránce | 71   | Jiří Šlégr      | Boston Bruins           |
| Obránce | 6    | Jaroslav Špaček | Columbus Blue Jackets   |
| Obránce | 3    | Marek Židlický  | Nashville Predators     |
| Útočník | 16   | Petr Čajánek    | St. Louis Blues         |
| Útočník | 30   | Jiří Dopita     | HC Moeller Pardubice    |
| Útočník | 20   | Radek Dvořák    | Edmonton Oilers         |
| Útočník | 62   | Patrik Eliáš    | New Jersey Devils       |
| Útočník | 24   | Martin Havlát   | Ottawa Senators         |
| Útočník | 23   | Milan Hejduk    | Colorado Avalanche      |
| Útočník | 68   | Jaromír Jágr    | New York Rangers        |
| Útočník | 40   | Václav Prospal  | Mighty Ducks of Anaheim |
| Útočník | 22   | Robert Reichel  | Toronto Maple Leafs     |
| Útočník | 26   | Martin Ručinský | Vancouver Canucks       |
| Útočník | 28   | Martin Straka   | Los Angeles Kings       |
| Útočník | 17   | Petr Sýkora     | Mighty Ducks of Anaheim |
| Útočník | 63   | Josef Vašíček   | Carolina Hurricanes     |
| Útočník | 75   | Tomáš Vlasák    | Ak Bars Kazaň           |
| Útočník | 9    | David Výborný   | Columbus Blue Jackets   |

## Soupiska finského týmu
- Trenér: Raimo Summanen

| Pozice  | Čis. | Hráč             | Hrál v (2003-2004)  |
| ------- | ---- | ---------------- | ------------------- |
| Brankář | 30   | Kari Lehtonen    | Atlanta Thrashers   |
| Brankář | 34   | Miikka Kiprusoff | Calgary Flames      |
| Brankář | 35   | Vesa Toskala     | San Jose Sharks     |
| Obránce | 2    | Joni Pitkänen    | Philadelphia Flyers |
| Obránce | 4    | Kimmo Timonen    | Nashville Predators |
| Obránce | 5    | Ossi Väänänen    | Colorado Avalanche  |
| Obránce | 6    | Sami Salo        | Vancouver Canucks   |
| Obránce | 7    | Aki Berg         | Toronto Maple Leafs |
| Obránce | 27   | Teppo Numminen   | Dallas Stars        |
| Obránce | 32   | Toni Lydman      | Calgary Flames      |
| Obránce | 44   | Janne Niinimaa   | New York Islanders  |
| Útočník | 8    | Teemu Selänne    | Colorado Avalanche  |
| Útočník | 9    | Niklas Hagman    | Florida Panthers    |
| Útočník | 10   | Ville Nieminen   | Calgary Flames      |
| Útočník | 11   | Saku Koivu       | Montreal Canadiens  |
| Útočník | 12   | Olli Jokinen     | Florida Panthers    |
| Útočník | 15   | Tuomo Ruutu      | Chicago Blackhawks  |
| Útočník | 16   | Ville Peltonen   | HC Lugano           |
| Útočník | 21   | Mikko Koivu      | TPS Turku           |
| Útočník | 22   | Mikko Eloranta   | TPS Turku           |
| Útočník | 24   | Antti Laaksonen  | Minnesota Wild      |
| Útočník | 25   | Jukka Hentunen   | Fribourg-Gottéron   |
| Útočník | 26   | Jere Lehtinen    | Dallas Stars        |
| Útočník | 36   | Riku Hahl        | Colorado Avalanche  |
| Útočník | 37   | Jarkko Ruutu     | Vancouver Canucks   |
| Útočník | 39   | Niko Kapanen     | Dallas Stars        |

## Soupiska německého týmu
- Trenér: Franz Reindl

| Pozice  | Čis. | Hráč               | Hrál v (2003-2004)                |
| ------- | ---- | ------------------ | --------------------------------- |
| Brankář | 1    | Oliver Jonas       | Eisbären Berlín                   |
| Brankář | 37   | Olaf Kölzig        | Washington Capitals               |
| Brankář | 80   | Robert Müller      | Krefeld Pinguine                  |
| Obránce | 5    | Robert Leask       | Eisbären Berlín                   |
| Obránce | 7    | Sascha Goc         | Adler Mannheim                    |
| Obránce | 10   | Christian Ehrhoff  | San Jose Sharks                   |
| Obránce | 12   | Mirko Lüdemann     | Kölner Haie                       |
| Obránce | 13   | Christoph Schubert | Ottawa Senators                   |
| Obránce | 31   | Andreas Renz       | Kölner Haie                       |
| Obránce | 58   | Lasse Kopitz       | Nürnberg Ice Tigers               |
| Obránce | 84   | Dennis Seidenberg  | Philadelphia Flyers               |
| Útočník | 17   | Jochen Hecht       | Buffalo Sabres                    |
| Útočník | 19   | Marco Sturm        | San Jose Sharks                   |
| Útočník | 21   | Stefan Ustorf      | Adler Mannheim / Krefeld Pinguine |
| Útočník | 22   | Martin Reichel     | Frankfurt Lions                   |
| Útočník | 26   | Daniel Kreutzer    | Düsseldorfer EG                   |
| Útočník | 27   | Tobias Abstreiter  | Kassel Huskies                    |
| Útočník | 32   | Tomas Martinec     | Adler Mannheim                    |
| Útočník | 34   | Eduard Lewandowski | Kölner Haie                       |
| Útočník | 47   | Christoph Ullmann  | Adler Mannheim                    |
| Útočník | 49   | Klaus Kathan       | Adler Mannheim                    |
| Útočník | 72   | Petr Fical         | Nürnberg Ice Tigers               |
| Útočník | 73   | Tino Boos          | Kölner Haie                       |
| Útočník | 76   | Stephan Retzer     | Kassel Huskies                    |